# Kuusisaari (ö i Norra Karelen, Joensuu, lat 62,80, long 29,28)
Kuusisaari är en ö i Finland. Den ligger i sjön Viinijärvi och i kommunen Polvijärvi i den ekonomiska regionen  Joensuu ekonomiska region  och landskapet Norra Karelen, i den sydöstra delen av landet, 400 km nordost om huvudstaden Helsingfors. Öns area är 5,2 hektar och dess största längd är 370 meter i nord-sydlig riktning.